# Aurelio Ferrando
Aurelio Ferrando detto "Scrivia" (Novi Ligure, 29 luglio 1921 – Novi Ligure, 30 aprile 1985) è stato un politico e partigiano italiano.

## Biografia
Figlio di un ferroviere, visse a Genova Cornigliano e si diplomò perito industriale elettrotecnico all'Istituto Galilei, dove strinse amicizia con Aldo Gastaldi con cui condivise la vita militare nel Genio a Casale Monferrato, Pavia e Chiavari e la vita partigiana nei casoni di Cichero, nell'entroterra chiavarese.
Comandante del terzo distaccamento Peter da maggio ad agosto 1944, combatté tra Bargagli e la val d'Aveto, trasferito in val Borbera guidò insieme a Franco Anselmi dal 24 al 26 agosto la Battaglia di Pertuso. Comandante della 58ª brigata Garibaldi Oreste dal settembre 1944. Divenne vice comandante della divisione Garibaldi Cichero nel gennaio 1945 in sostituzione di Aldo Gastaldi che era ferito.
Divenne comandante della divisione Pinan-Cichero l'8 marzo 1945, le sue brigate partigiane liberarono la valle Scrivia da Casella al passo dei Giovi, presso Busalla, Nel dopoguerra aderì al partito della Democrazia del Lavoro e diventò molto amico di Enrico Mattei.
Nel 1947 fondò il Circolo Bisagno di Genova e divenne segretario nazionale dell'organizzazione partigiana cattolica FIVL, presieduta da Paolo Emilio Taviani. Rifiutò sempre incarichi politici di rilievo. Gli è stata dedicata una via a Novi Ligure.

## Opere
Ferrando Aurelio: La battaglia di Pertuso. Val Borbera, 24 agosto 1944, Le Mani-Microart'S (collana Le Mani. Isral), Recco, 2004.